# Estación de King's Cross-Saint Pancras
La estación de King's Cross-Saint Pancras (habitualmente escrita como King's Cross-St Pancras, en ocasiones sin apóstrofo) es una estación del metro de Londres situada junto a las estaciones ferroviarias de King's Cross y Saint Pancras, al norte del centro de Londres.
Es la tercera estación más utilizada, tras Victoria y Waterloo, y la que acoge un mayor número de líneas.

## Historia

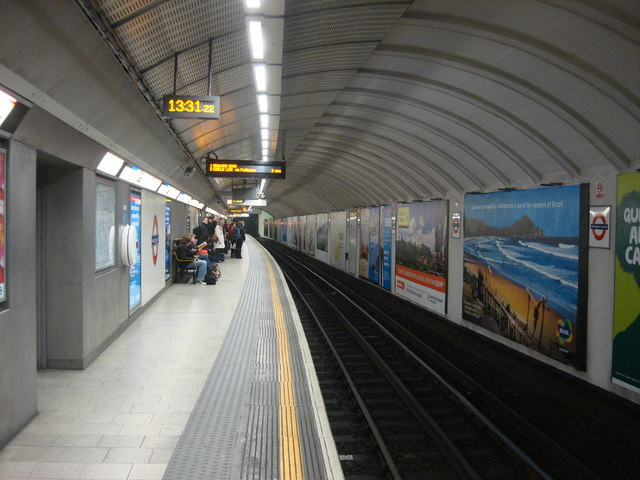
Uno de los andenes de la estación.

La primera estación de metro en King's Cross abrió como parte de la primera línea del metro de Londres en 1863. Actualmente, ese tramo es compartido por las líneas Circle, Metropolitan y Hammersmith & City. La primera reforma se realizó en 1968.
Tras casi 4 décadas siendo parte de una única línea, en 1906 a la estación se le unió la línea Piccadilly, inaugurada en diciembre de ese año. Un año después, en 1907 llegó la línea Northern. La parte de la estación que acoge estación que acoge a las líneas Circle, Metropolitan y Hammersmith & City sufrió una nueva reforma en 1926, y un gran cambio en 1941 cuando los andenes fueron trasladados 400 metros hacia el oeste para facilitar el trasbordo con el resto de líneas.
La última línea en llegar fue Victoria, cuya segunda fase fue inaugurada el 1 de diciembre de 1968. Su construcción precisó de ligeros cambios en las partes de la estación correspondientes a otras líneas.

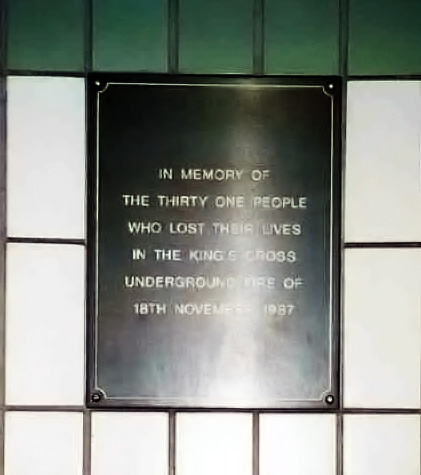
Memorial al incendio del 18 de noviembre de 1987.

El 18 de noviembre de 1987 la estación sufrió un grave incendio, cuando una cerilla cayó en la sala de máquinas de una escalera mecánica de madera. El incendio inicial, debido a un efecto conocido como «trinchera» desconocido por entonces, provocó una explosión en el interior de la estación en la que fallecieron 31 personas. Los enormes daños materiales hicieron necesario un año para la reparación de la estación, que no fue completamente reabierta hasta el 5 de mayo de 1989.
El 7 de julio de 2005, como parte de los atentados de Londres de 2005, se produjo una explosión en un tren en la línea Piccadilly entre la estación y la de Russel Square, en la que fallecieron 26 personas.